# Fahmi Ilyas
Fahmi Ilyas (* 17. März 1992 in Kuala Lumpur) ist ein malaysischer Automobilrennfahrer. Er trat 2011 und 2012 in der britischen Formel-3-Meisterschaft an.

## Karriere
Ilyas begann seine Motorsportkarriere 2008 im Kartsport. Bereits ein Jahr später wechselte er in den Formelsport und trat in der pazifischen Formel BMW an. Er gewann ein Rennen und schloss die Saison mit insgesamt vier Podest-Platzierungen auf dem vierten Platz in der Meisterschaft ab. Darüber hinaus absolvierte er vier Gaststarts in der europäischen Formel BMW. 2010 begann Ilyas die Saison mit zwei Gaststarts in der pazifischen Formel BMW. Anschließend wechselte er nach Europa und nahm für DAMS an den ersten sechs Rennwochenenden der europäischen Formel BMW teil. Mit zwei Podest-Platzierungen beendete er die Saison auf dem 13. Platz in der Meisterschaft.
2011 wechselte Ilyas zu Fortec Motorsport in die britische Formel-3-Meisterschaft. Mit einem sechsten Platz als bestem Ergebnis schloss er die Saison auf dem 18. Platz in der Meisterschaft ab. Außerdem trat er für das Team West-Tec zu zwei Rennwochenenden der European F3 Open an. Dabei gelang es ihm, sein Debütrennen zu gewinnen. Darüber hinaus erreichte er einen zweiten Platz. In der Fahrerwertung wurde er Zwölfter. Außerdem nahm er 2011 an einer Veranstaltung des Formel Renault 2.0 Eurocups teil. 2012 wechselte Ilyas innerhalb der britischen Formel-3-Meisterschaft zu Double R Racing. Er stieg vorzeitig aus der Serie aus und nahm an den zwei letzten Veranstaltungen nicht mehr teil. Er beendete die Saison auf dem elften Rang.

## Karrierestationen
| - 2008: Kartsport - 2009: Pazifische Formel BMW (Platz 4) - 2010: Europäische Formel BMW (Platz 13) | - 2011: Britische Formel 3 (Platz 21) - 2011: European F3 Open (Platz 12) - 2011: Formel Renault 2.0 Eurocup (Platz 44) | - 2012: Britische Formel 3 (Platz 11) |